# Хампи
Ха́мпи (канн. ಹಂಪೆ) — деревня на севере индийского штата Карнатака. Хампи расположен посреди руин Виджаянагара — бывшей столицы Виджаянагарской империи. В Хампи находятся множество памятников, некогда являвшихся частью древнего города. Так как деревня Хампи расположена в самом центре руин Виджаянагара, её часто отождествляют с самим разрушенным городом. Руины Виджаянагара принадлежат к объектам всемирного наследия ЮНЕСКО, где они числятся как «Памятники Хампи». На сегодняшний день, эта появившаяся ещё до основания города Виджаянагара деревня продолжает оставаться важным индуистским религиозным центром, в частности благодаря действующему и поныне храму Вирупакши.

## Этимология
«Хампи» происходит от слова пампа, древнего названия реки Тунгабхадра, на берегах которой был построен город Виджаянагара. «Хампи» представляет собой англифицированный вариант хампе (слова на языке каннада, произошедшего от пампа). В течение длительного периода времени, этот населённый пункт также называли Виджаянагара и Вирупакшапура (от Вирупакши — названия божества-покровителя правителей Виджаянагарской империи).

## История
Хампи ассоциируется с исторической областью Кишкиндха, царством ванаров (обезьяноподобных гуманоидов), которое упоминается в «Рамаяне». С 1336 по 1565 год на месте Хампи располагалась столица Виджаянагарской империи — город Ваджаянагара. В 1565 году, после падения империи, город был разрушен и разграблен исламскими султанами. Это место было выбрано для столицы империи из-за его стратегического расположения: с одной стороны местность омывается рекой Тунгабхадрой, а с трёх других сторон её окружают холмы.
Это место имеет огромное архитектурное и историческое значение. Местность богата огромными валунами, которые использовались средневековыми виджаянагарскими зодчими для изваяния гигантских мурти индуистских божеств.
Город и его архитектурные памятники сильно пострадали от рук исламских завоевателей, которые рассматривали поклонение образам Бога как оскорбление и идолопоклонство и разрушали индуистские храмы и мурти. Позднее, дальнейший ущерб монументам Хампи нанесли искатели сокровищ. В последнее время, Археологическое управление Индии проводит в Хампи и округе систематические раскопки с целью обнаружения других артефактов и храмов.

## Древнее строительство в Хампи

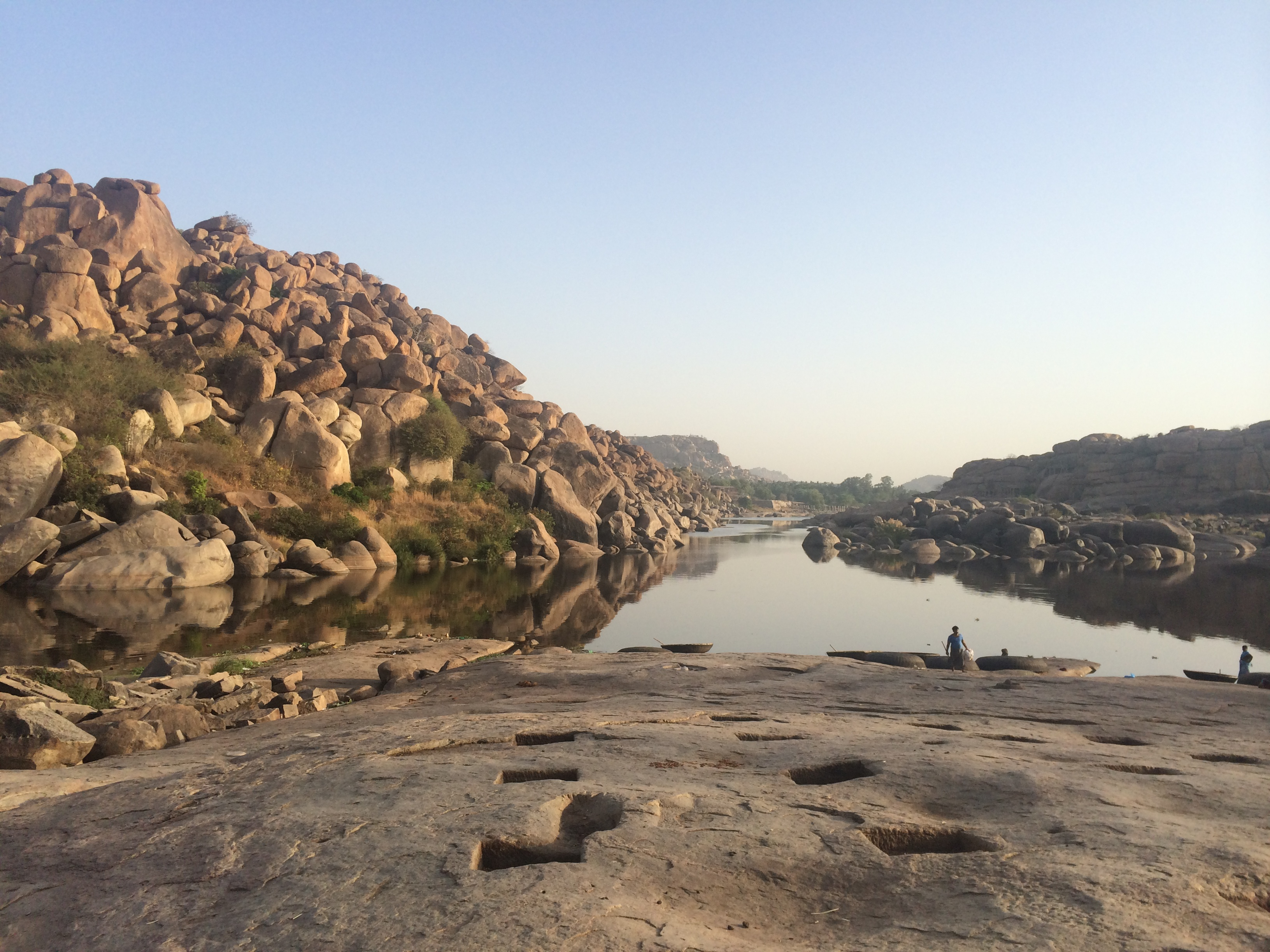
Сохранившиеся углубления в камне
на реке Тунгабхадра

Во времена существования Виджаянагарской империи строительный материал изготавливался из блоков, которые добывались путем необычной технологии дробления. В скалах и в крупных фрагментах камней выдалбливались углубления глубиной до 10 см, далее в углубления помещались деревянные бруски в форме параллелепипеда и заливалась вода. Дерево, разбухая, давало трещину в камне, позволяя получить фрагмент блока нужной величины. Эта технология помогала размещать углубления на отвесных скалах и на камнях любой величины под любым углом и получать строительный материал любого нужного размера.

## География
Хампи расположен на берегах реки Тунгабхадра, в 353 км от Бангалора, 254 км от Биджапура и в 74 км от Беллари. В 13 км от Хампи находится Хоспет — административный центр талуки. Основные языки — каннада и телугу. Основными источниками дохода для местного населения является сельское хозяйство и туризм. Местные жители задействованы в поддержании храма Вирупакша и других святых мест в округе. Ежегодно в ноябре в Хампи проходит Виджаянагарский фестиваль, организуемый правительством штата Карнатака. В регионе находятся значительные залежи железной руды и марганца и уже многие годы ведётся добыча этих полезных ископаемых. В 2000-х годах повышение спроса на железную руду на международном рынке привело к более активной разработке месторождений, что поставило под угрозу памятники всемирного наследия Хампи и экологию региона.

## Важные места в Хампи и окрестностях
- Храм Ачьютарая/Храм Тирувенгаланатха
- Акка Танги Гудда
- Анегонди
- Холм Анджеянадри
- Акведуки и каналы
- Археологический музей в Камалапуре
- Бадава-линга
- Царские весы
- Подземный храм
- Тунгабхадра
- Храм Уддана-Вирабхадра
- Статуя Нарасимхи
- Храм Вирупакша
- Храм Виттала
- Едуру-башаванна
- Храм Йентродхарака Анджанея
- Вирупапург
- Дворец Мадхавана с более чем 1 млн колонн

## Храмы
В Хампи расположен ряд важных индуистских храмов, действующих по сей день. Самым знаменитым является посвящённый Шиве храмовый комплекс Вирупакша, также известный как храм Пампапатхи. Он появился ещё до основания Виджаянагарской империи. У входа в храм стоит гопура высотой в 48 метров. Кроме Шивы, в храме также поклоняются индуистским богиням Бхуванешвари и Пампе.

## Галерея

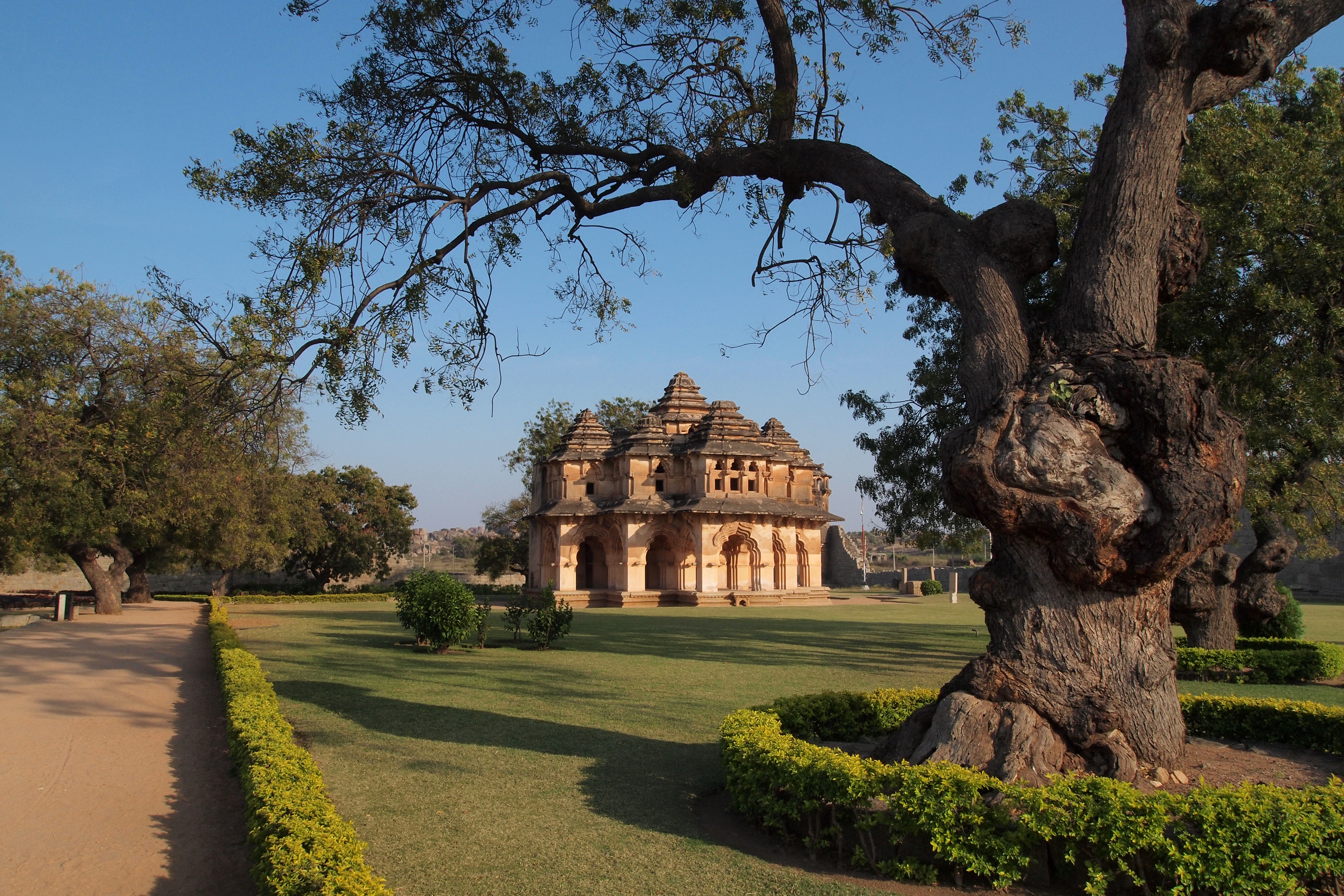
Лотус Махал
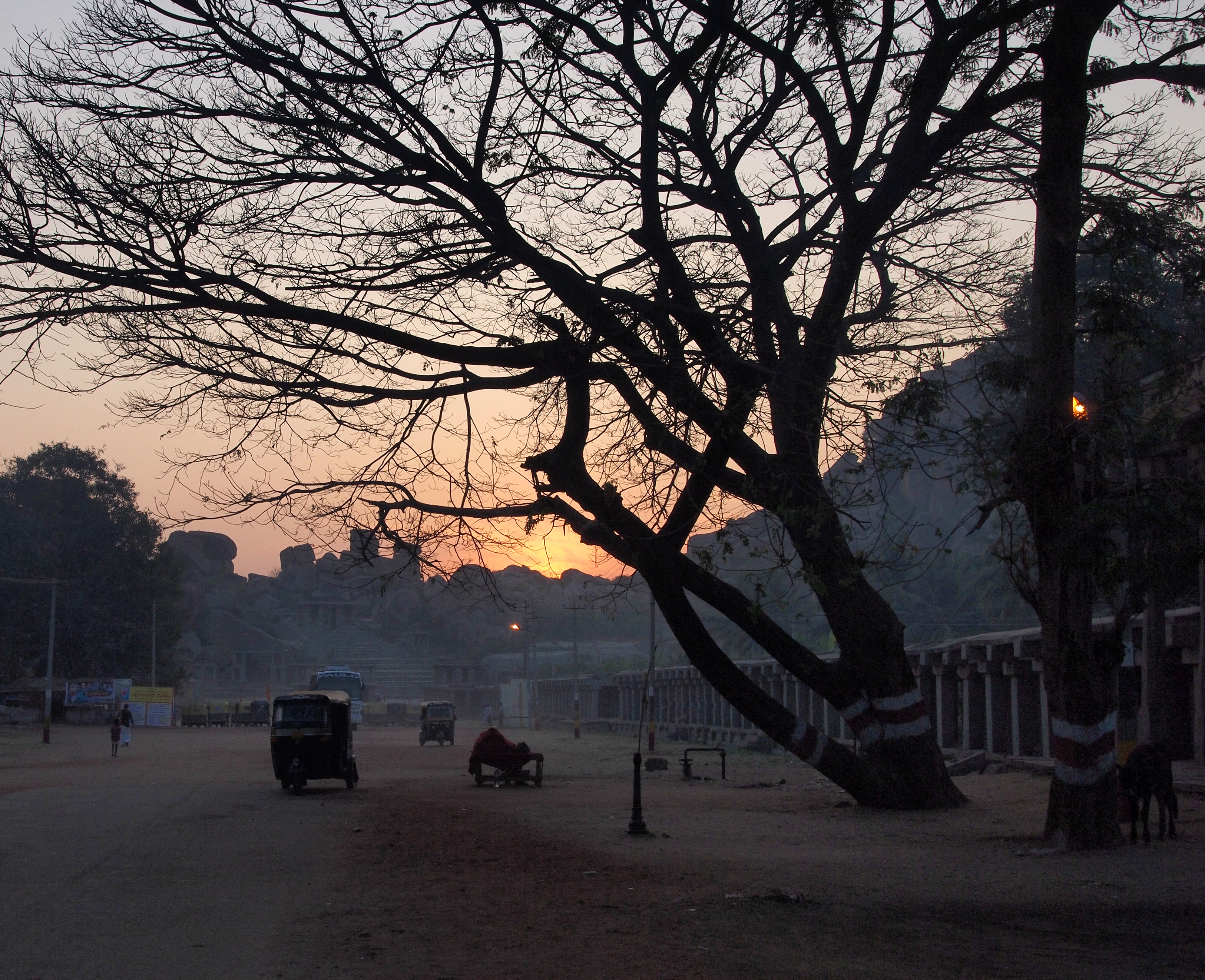
Деревня
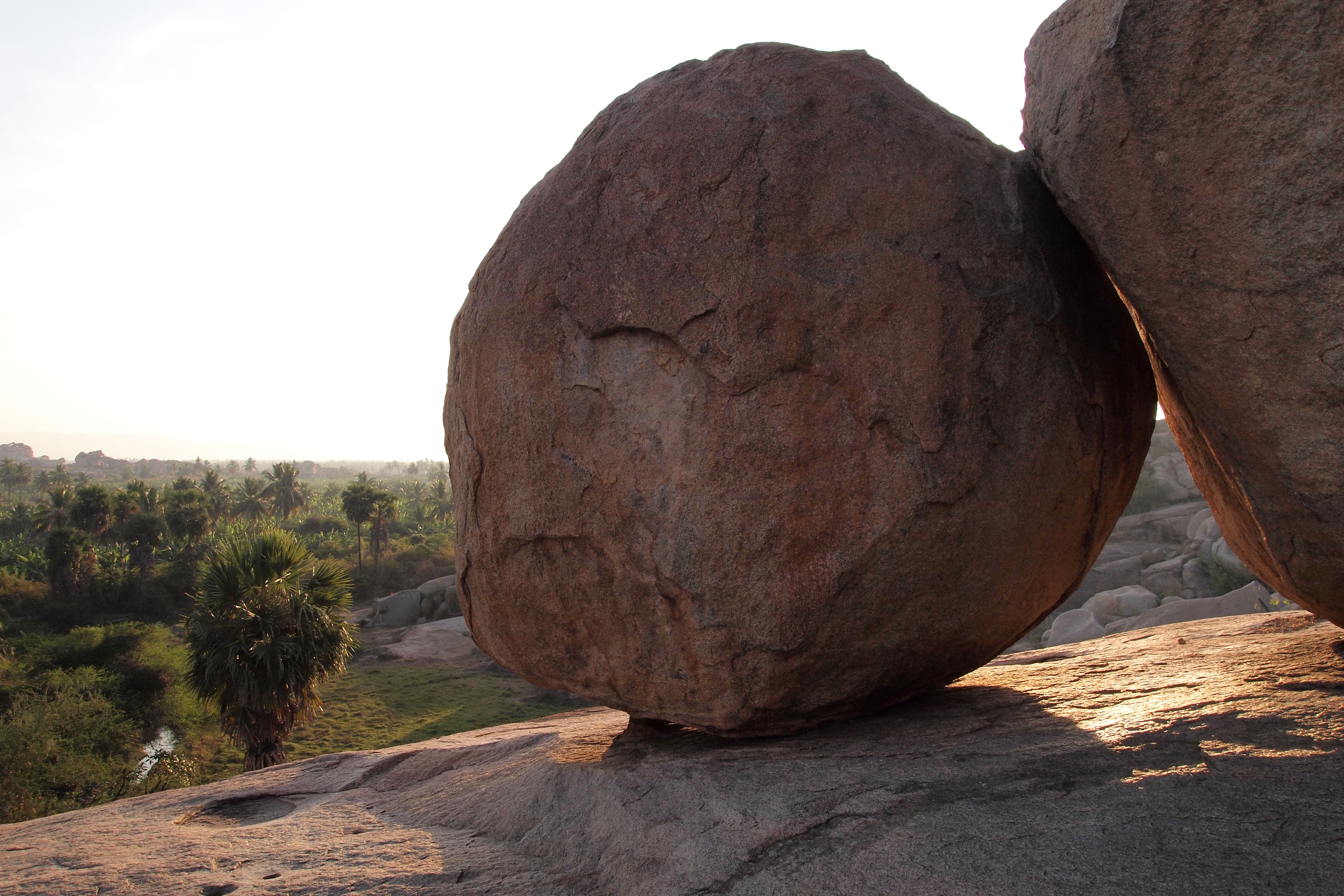
Гранит
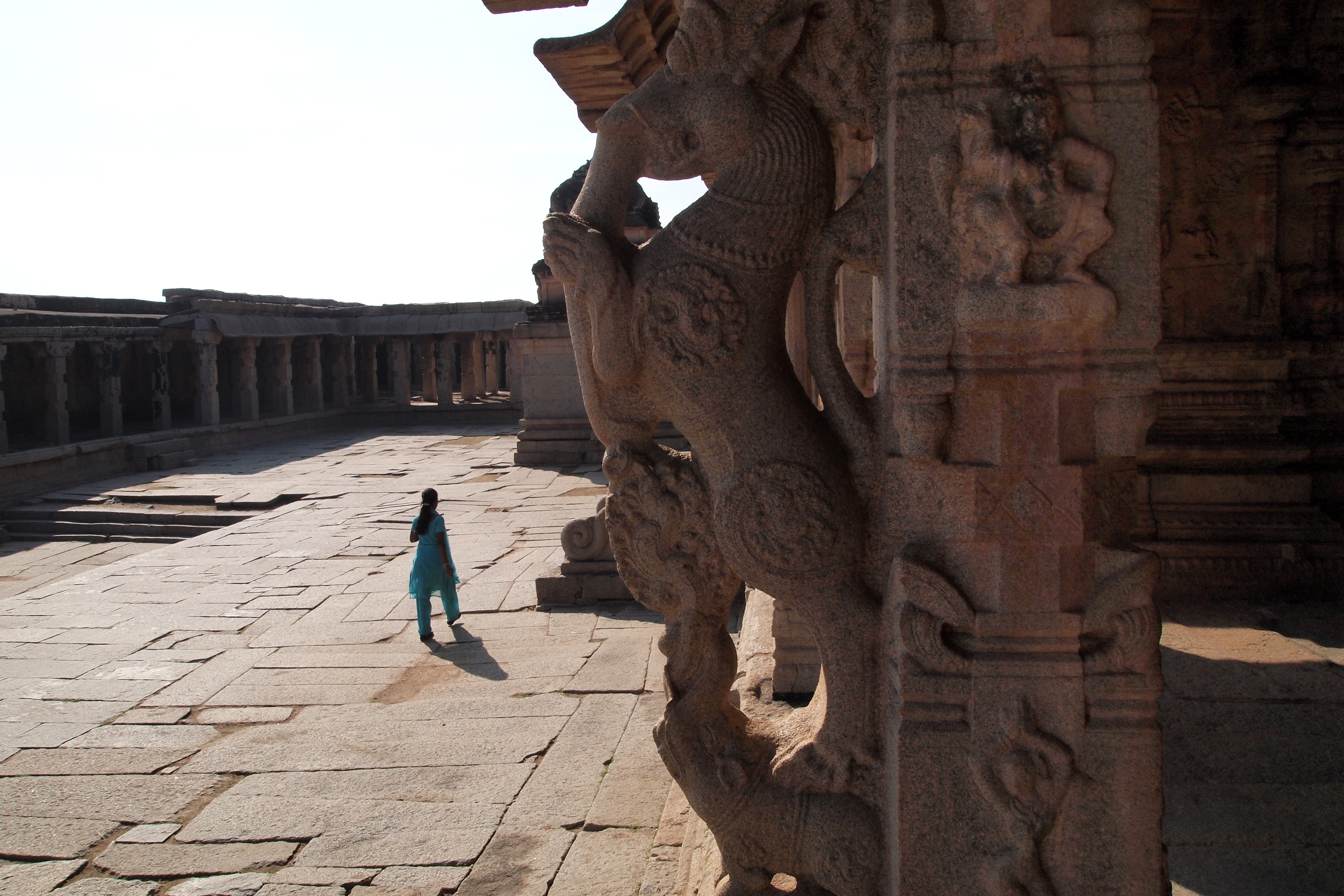
Храм Шри Кришны
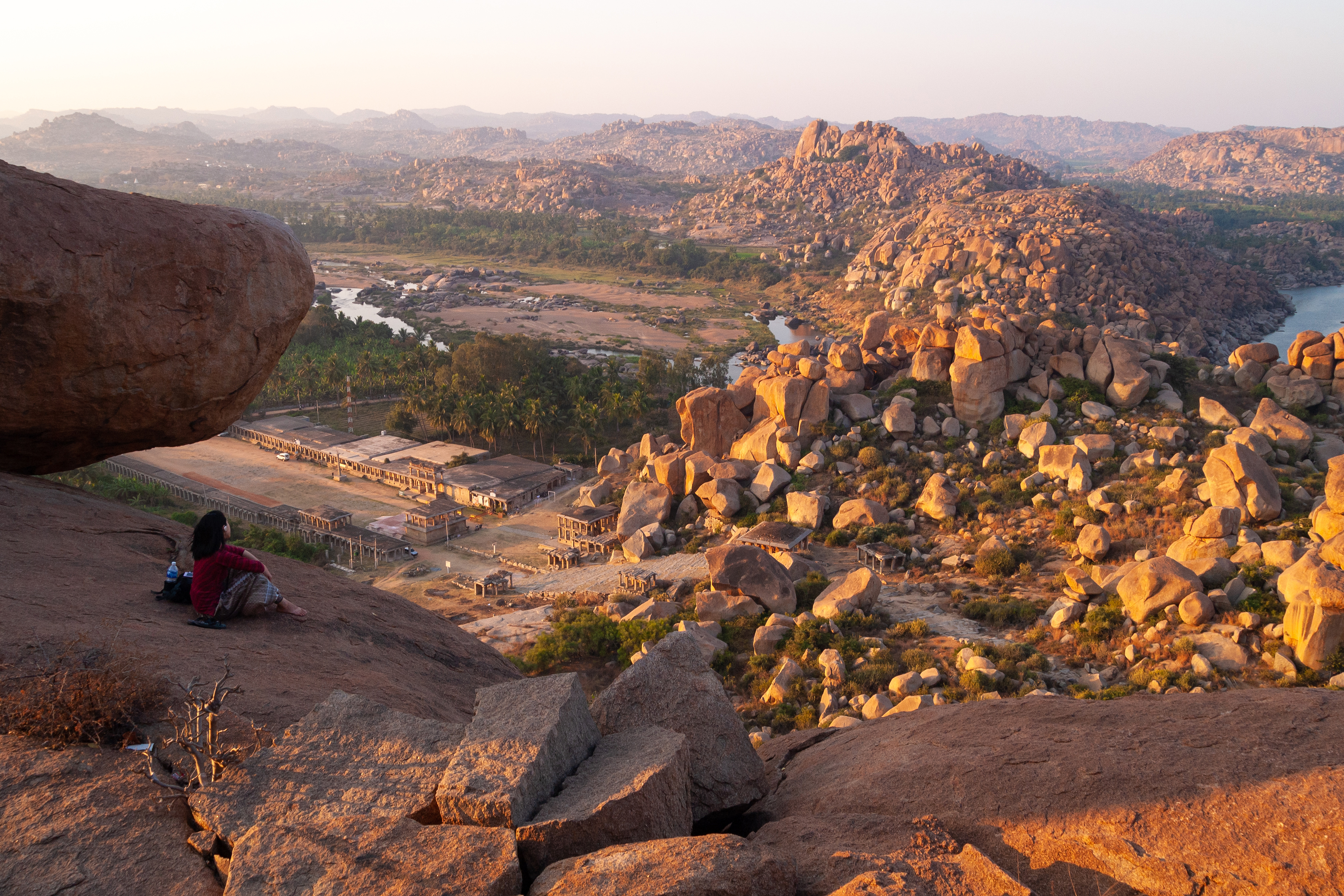
Ландшафт
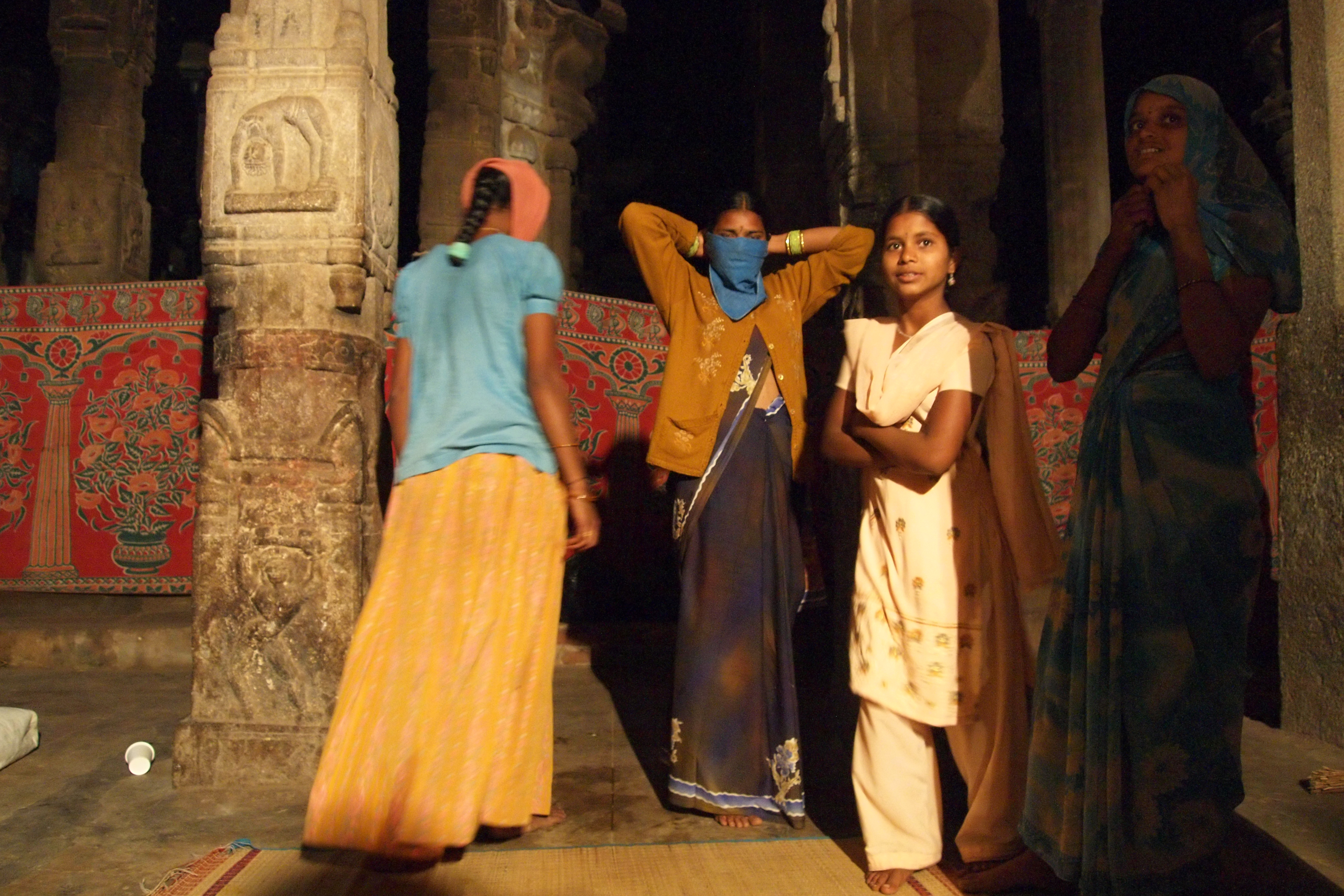
Храм Вирупакша
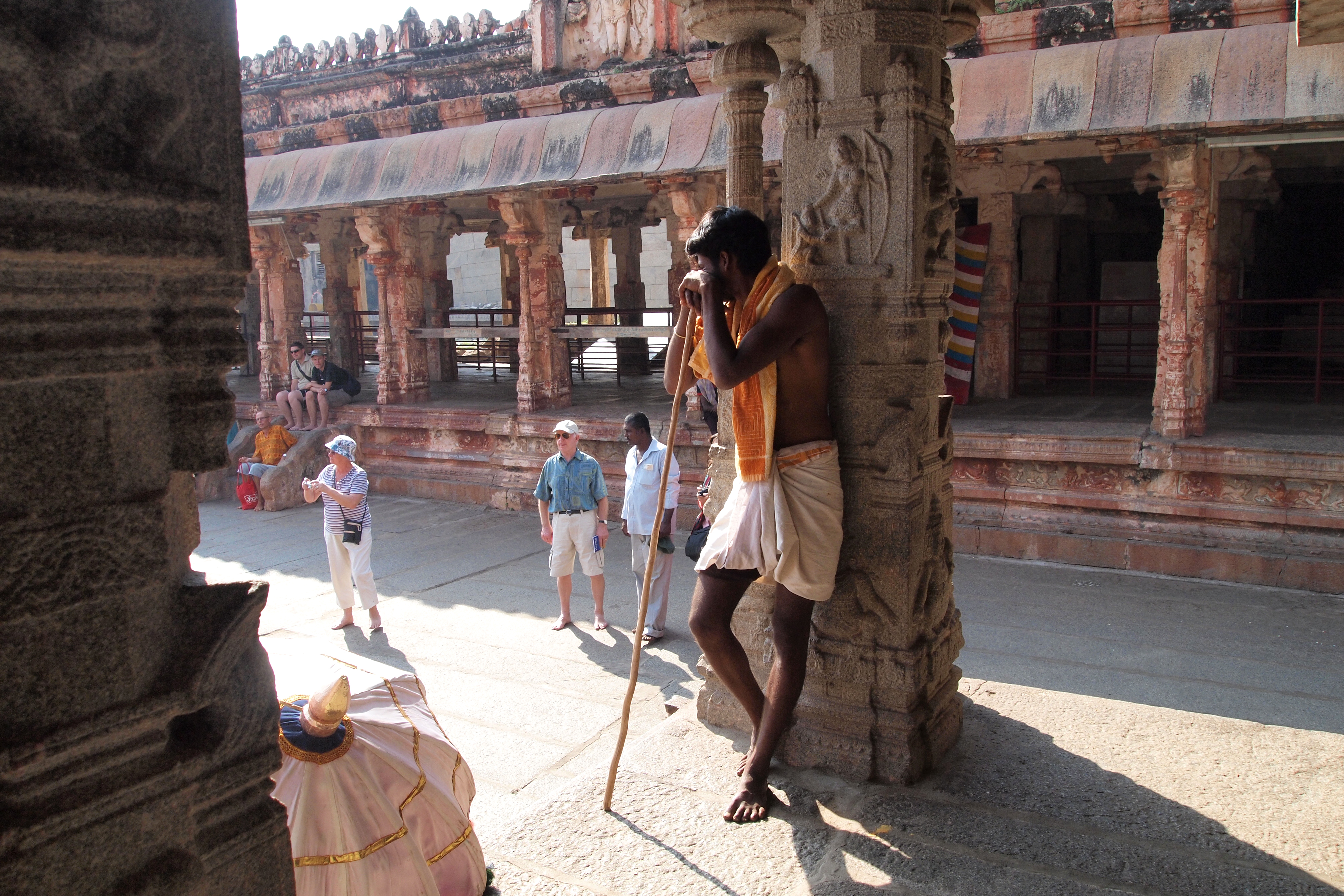
Храм Вирупакша
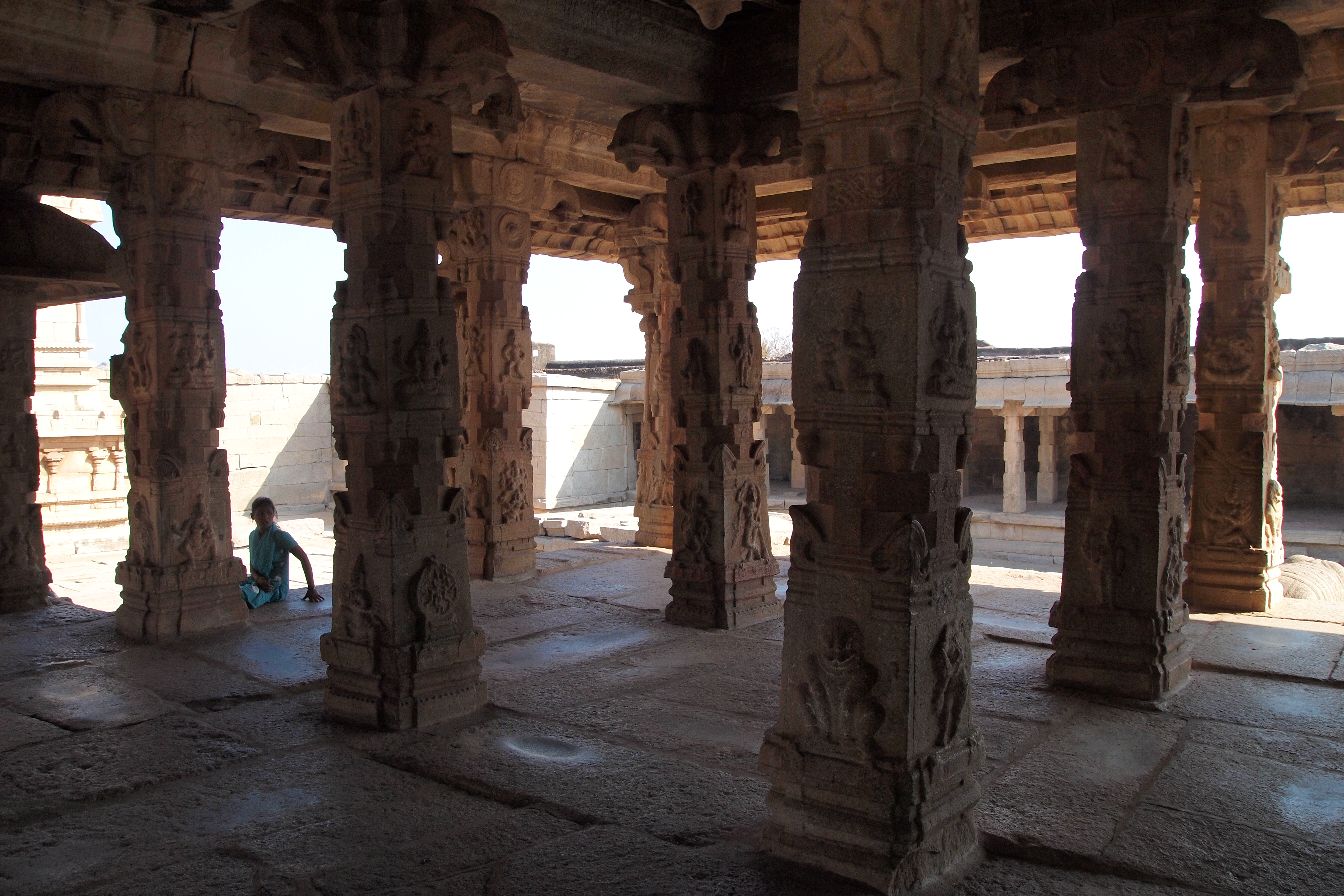
Храм Шри Кришны
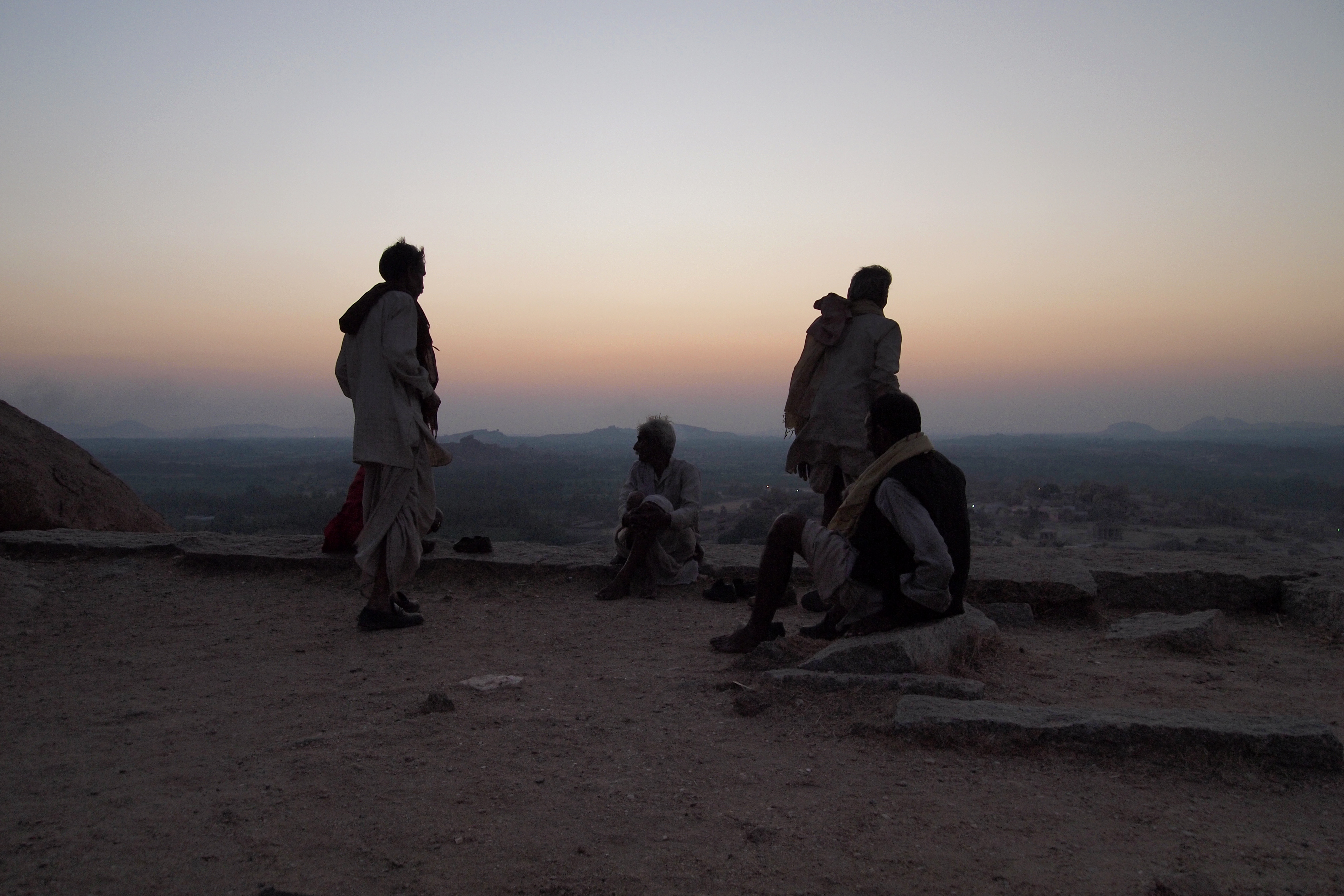
Матанга
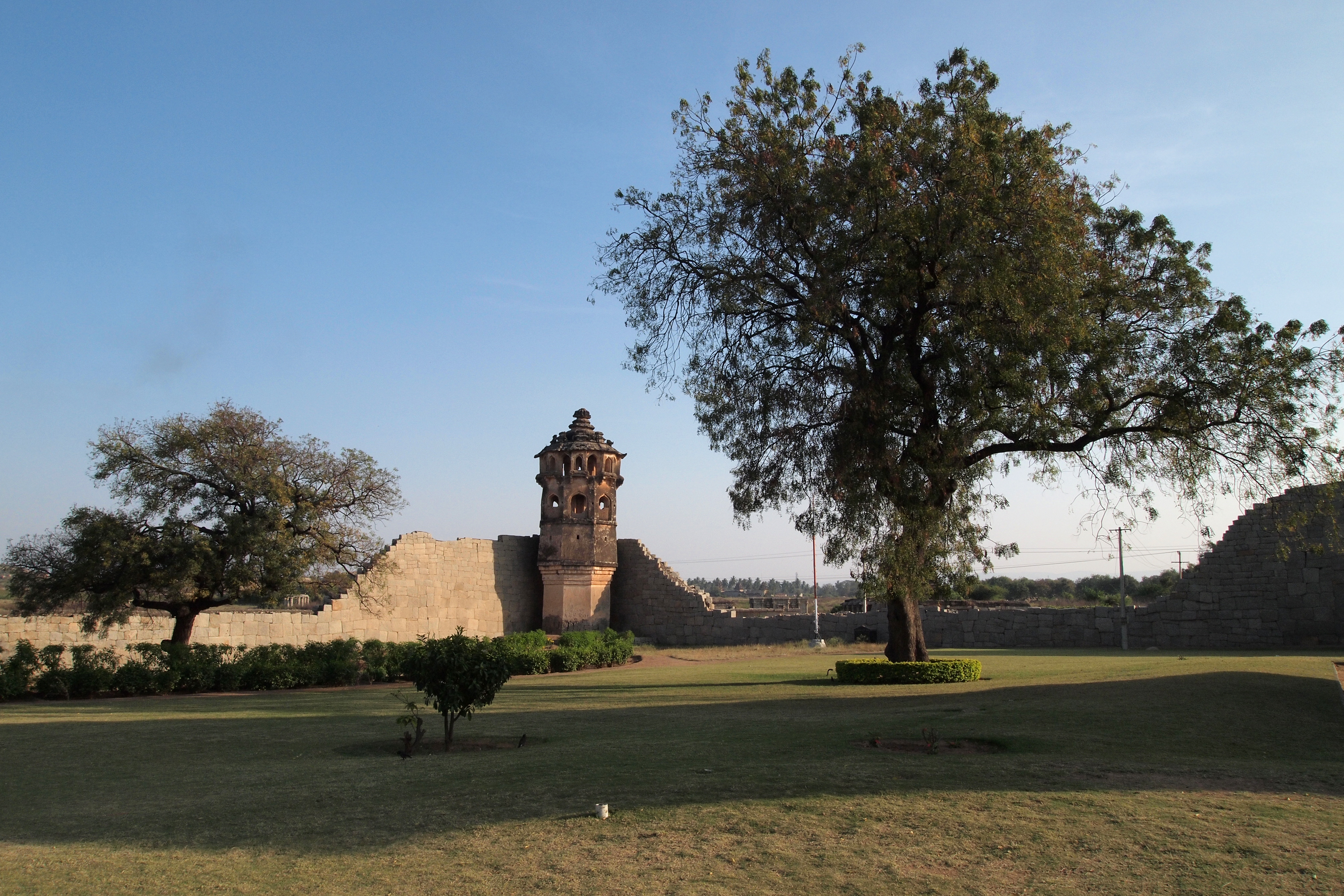
Лотус Махал
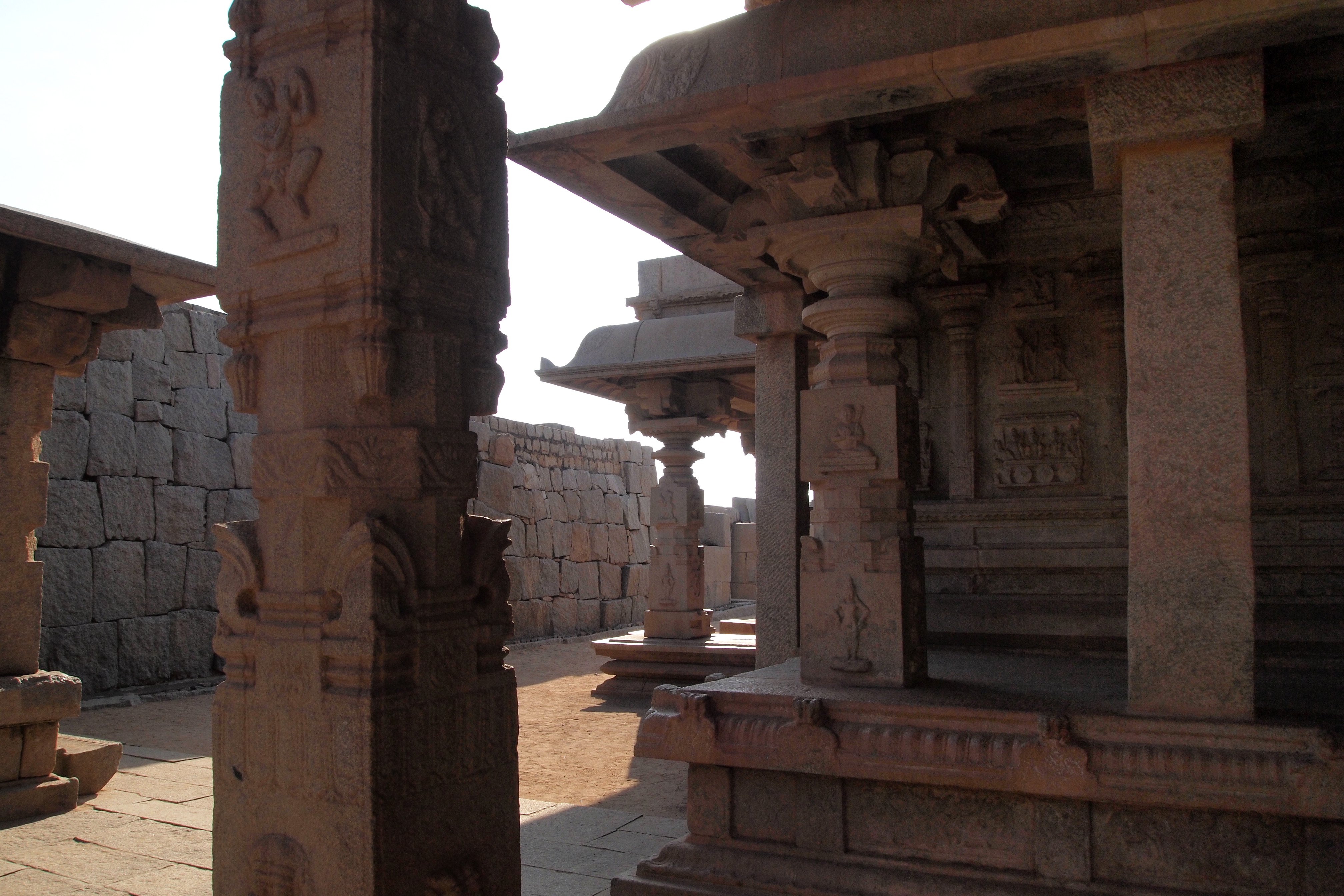
Храм Хазара Рама
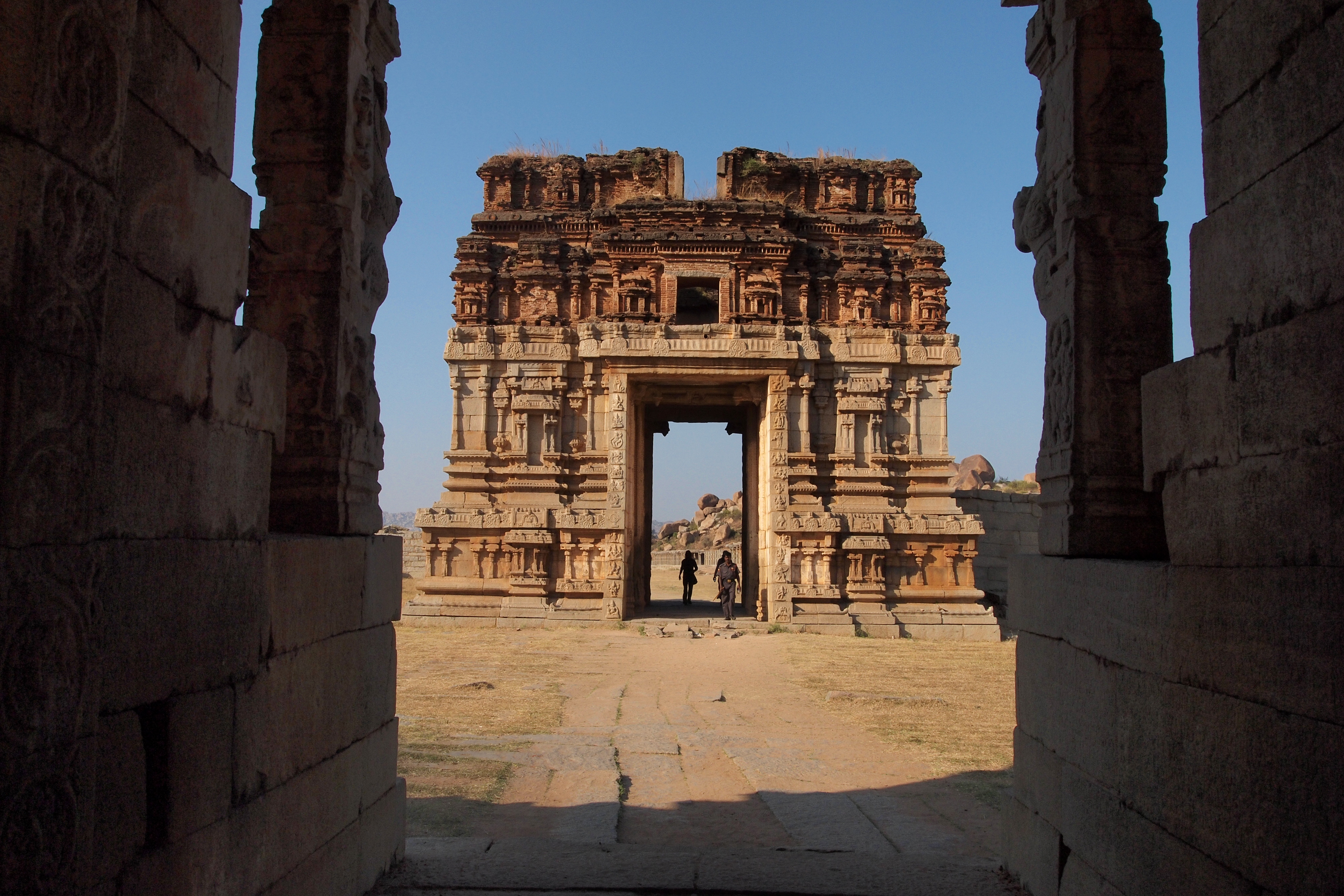
Храм Ачьютарая